# 아리엘 미란다
아리엘 미란다 힐(스페인어: Ariel Miranda Gil, 1989년 1월 10일 ~ )은 쿠바의 야구 선수이자, 전 멕시칸 리그 사라페로스 데 살티요의 투수이다.

## 미국 프로야구 시절
2016년에 볼티모어 오리올스에 입단하였다.

## 일본 프로야구 시절
2018년에 소프트뱅크 호크스에 입단하였다.

## 대만 프로야구 시절
2020년에 중신 브라더스에 입단하였다.

## 한국 프로야구 시절

### 두산 베어스시절
2021년에 크리스 플렉센을 대체할 투수로 영입되었다. 2021년 10월 24일 LG 트윈스전에서 4.1이닝 4탈삼진을 기록해 시즌 225탈삼진을 기록했다. 이는 시즌 최다 탈삼진이었고, 두 자릿수 선발 승 이상 투수 최다 탈삼진 신기록을 갱신했다.
2022년 4월 23일 경기 후 어깨 부상을 당했고, 2022년 6월 25일 경기에 복귀했으나 0.2이닝 7볼넷(1사구), 4실점으로 한 이닝 최다 볼넷을 기록한 후 강판됐다. 2022년 7월 13일에 방출됐고, 그의 대체 용병으로는 브랜든 와델이 영입됐다.

## 멕시코 프로야구 시절
2023년에 사라페로스 데 살티요에 입단하였다.